# Wakkerstroom
Wakkerstroom (anciennement Uysenburg et Marthinus Wesselstroom) est la seconde plus ancienne ville de la province du Mpumalanga, au sud-est du Transvaal, en Afrique du Sud. 

## Origine du nom
Wakkerstroom est la traduction en afrikaans de uThakadu, patronyme zoulou de la rivière toute proche. 

## Histoire
Fondée en 1859 par décision du Volskraad, le parlement du Transvaal, la ville s'est d'abord appelé Marthinus-Wessel-Stroom, en hommage au président de la république sud-africaine du Transvaal d'alors, Marthinus Wessel Pretorius. 
C'est le fermier Dirk Uys qui vivait sur les lieux qui fut chargé de délimiter les limites de la future ville. Après avoir choisi le lieu, dans une zone agricole fertile, où s'érigerait les futurs bâtiments, il proposa les plans au Volksraad d'une ville qu'il avait baptisé "Uys en Burg". Ses plans furent acceptés par le parlement le 21 septembre 1859 mais le nom proposé ne fut pas approuvé. Le nom officiel adopté fut celui de Marthinus Wesselstroom (nom toujours légal de la ville en 2006) au sein du nouveau district de Wakkerstroom. C'est le nom du district qui usuellement finit par devenir le nom de la ville elle-même, Marthinus Wesselstroom étant trop long à prononcer. 

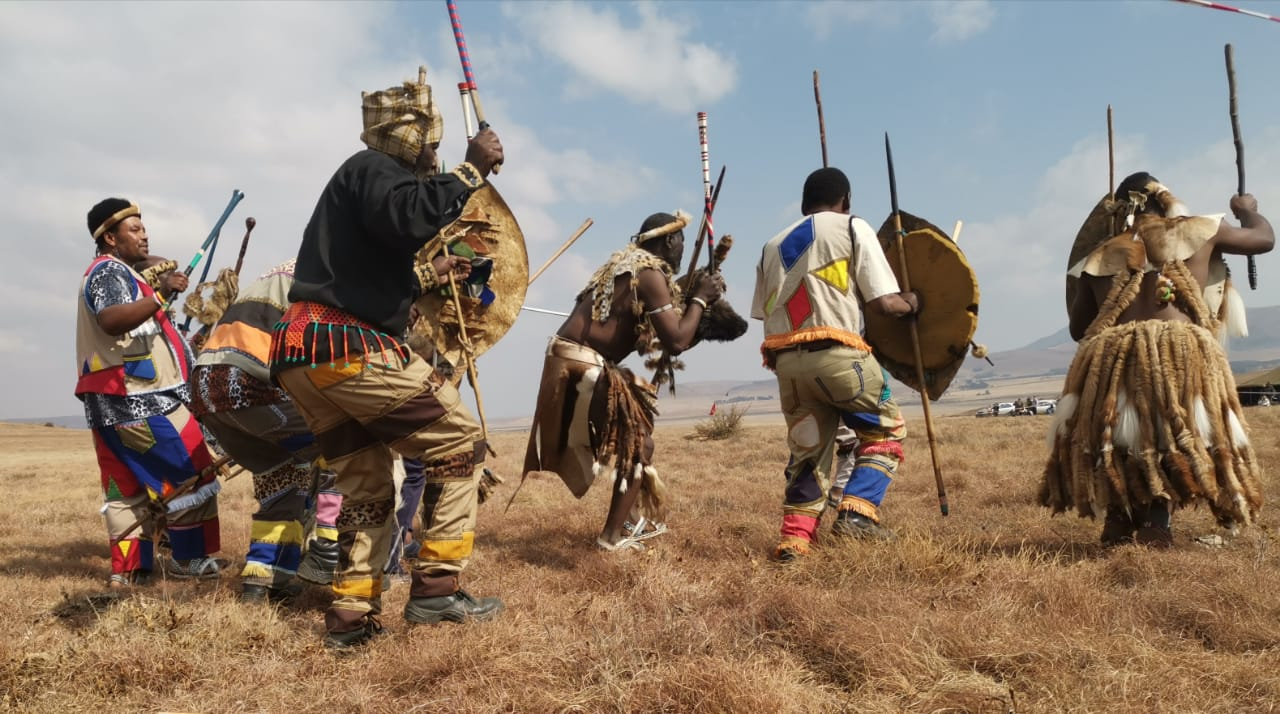
Reconstitution de la bataille de 1881 par des chefs zoulou.

Dans les années 1860-1870, Petrus Jacobus Joubert représente le district de Wakkerstroom au Volksraad.
Durant la guerre de 1880-81, la ville fut sans succès assiégée par les Boers.
À la fin des années 1880, ses habitants refusèrent que Wakkerstroom deviennent un carrefour ferroviaire entre Durban et le Witwatersrand par peur d'une dénaturation des terres agricoles. Cette décision motiva la fondation et le développement de Volksrust et marqua le début du déclin de Wakkerstroom. 
La ville ne fut pas un objectif militaire durant la seconde guerre des Boers. 
Au XXe siècle, la petite ville végéta au côté de Volksrust alors que les townships de Daggakraal, KwaNgema et Driefontein voyaient leurs populations doubler en trente ans et devenir de plus importants centres de population que les villes blanches voisines.

## Administration

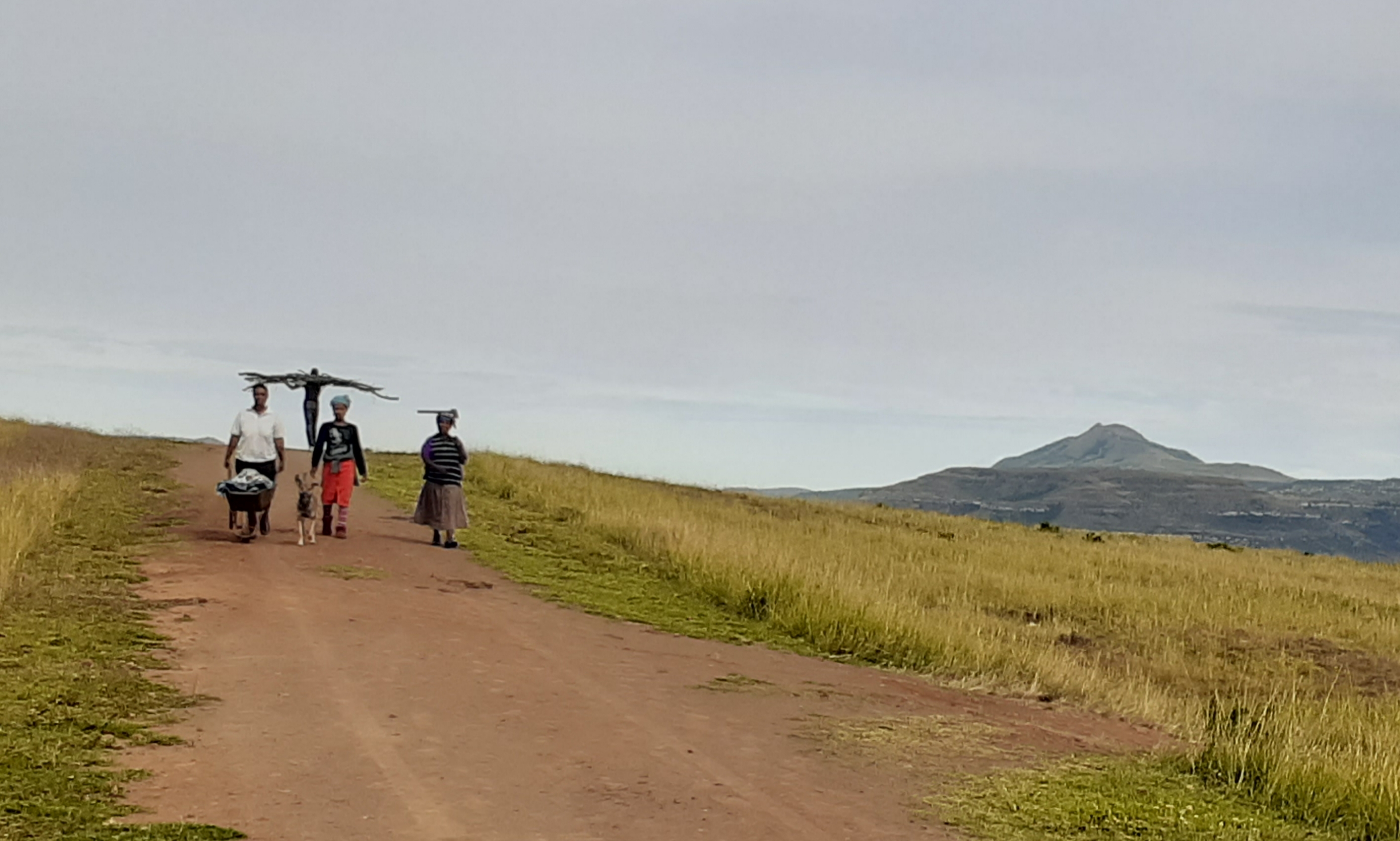
Femmes zoulou allant chercher de l'eau et du bois chaque matin.

Depuis 2000, Wakkerstroom est intégrée dans la municipalité locale de Pixley ka Seme, incorporant également les villes boers et conservatrices de Volksrust, Amersfoort et Perdekop ainsi que les townships de Daggakraal, KwaNgema et Driefontein.
En 2006, le maire est Matsimele Moloi (ANC). 
La municipalité de Pixley ka Seme fait elle-même partie du district municipal de Gert Sibande.

## Industrie locale et touristique
Située dans une zone agricole fertile, la ville s'est tournée depuis quelques années avec succès vers l'éco-tourisme et a multiplié les sites d'observations des oiseaux. Classée en zone humide protégée, la région est traversée par plusieurs cours d'eau, avec les Monts Balele au sud.